# トヨタモビリティ
トヨタモビリティ（英語：Toyota Mobility）とは、トヨタ自動車商品の販売会社などにつけられる名称。

## 概要
トヨタ自動車が「自動車会社からモビリティ（移動に使われる乗り物）会社へ変わる」と謳い始めたことにより、「トヨタ」ブランド販売店（自動車ディーラー）のほぼ全車種取り扱い化により店名（販売チャネル）の違いがほぼなくなるとともに、使われつつある。ただし、各販売会社の統合が行われても「トヨタモビリティ」への名称統一化は行われておらず、存続会社のチャンネル名を含んだ名称・屋号を維持する、「トヨタモビリティ」を名乗らない別の会社名・屋号を使用する会社もある。このほか、直接的に「トヨタモビリティ」を名乗っていないものの、香川トヨタ自動車の持株会社であるTMKホールディングスの「TMK」は「Toyota Motors Kagawa」と「Toyota Mobility Kagawa」という2つの意味を持っている。

## 自動車販売会社
以下、●印は企業合併の存続会社。
| 会社名                   | 屋号                     | 会社設立   | 名称使用開始 | 合併相手等 | 備考                                                |
| ------------------------ | ------------------------ | ---------- | ------------ | --- | --------------------------------------------------- |
| トヨタモビリティ千葉     | トヨタモビリティ千葉     | 2018年12月 | 2018年12月   | 新規設立 | 所在地は千葉トヨタ自動車・本社と同一。              |
| トヨタモビリティ東京     | トヨタモビリティ東京     | 2000年08月 | 2019年04月   | 旧トヨタ東京販売ホールディングス● 旧東京トヨタ自動車 旧東京トヨペット 旧トヨタ東京カローラ 旧ネッツトヨタ東京 | トヨタモビリティを名乗るトヨタ系ディーラーの第1号。 |
| 神奈川トヨタ自動車       | トヨタモビリティ神奈川   | 1939年01月 | 2020年05月   | 神奈川トヨタ自動車● 旧トヨタカローラ横浜 旧ネッツトヨタ横浜 旧ネッツトヨタ湘南                                |                                                     |
| トヨタモビリティ富山     | トヨタモビリティ富山     | 2021年01月 | 2021年01月   | 旧富山トヨタ自動車● 旧富山トヨペット 旧ネッツトヨタノヴェルとやま                                             |                                                     |
| トヨタモビリティ東名古屋 | トヨタモビリティ東名古屋 | 1980年04月 | 2021年04月   | 旧ネッツトヨタ東名古屋                                                                                        | 合併を経ず、単独での社名変更によるもの。            |
| トヨタモビリティ中京     | トヨタモビリティ中京     | 1961年02月 | 2021年09月   | 旧トヨタカローラ中京                                                                                          | 合併を経ず、単独での社名変更によるもの。            |
| トヨタモビリティ滋賀     | トヨタモビリティ滋賀     | 1957年02月 | 2022年01月   | 旧滋賀トヨペット                                                                                              | 合併を経ず、単独での社名変更によるもの。            |
| トヨタモビリティ釧路     | トヨタモビリティ釧路     | 1956年08月 | 2022年07月   | 旧釧路トヨペット● 旧トヨタカローラ釧路                                                                        |                                                     |
| トヨタモビリティ新大阪   | トヨタモビリティ新大阪   | 1966年08月 | 2023年01月   | 旧トヨタカローラ新大阪● 旧ネッツトヨタ新大阪                                                                  |                                                     |

## その他
参考：トヨタレンタリース店など。
| 会社名等                     | 会社設立   | 名称使用開始 | 合併相手等 | 備考                                 |
| ---------------------------- | ---------- | ------------ | --- | ------------------------------------ |
| トヨタモビリティサービス     | 1966年07月 | 2018年04月   | 旧トヨタレンタリース東京● 旧トヨタフリートサービス |                                      |
| トヨタモビリティサービス千葉 | 2018年12月 | 2018年12月   | 新規設立 | 所在地は千葉トヨタ自動車・本社と同一 |
| トヨタモビリティサービス福岡 | 2020年04月 | 2020年04月   | 福岡トヨタ自動車・福岡トヨペット・トヨタカローラ福岡・トヨタカローラ博多・ネッツトヨタ福岡・ ネッツトヨタ北九州・ネッツトヨタ西日本の7社と、トヨタモビリティサービスの共同出資 |                                      |
| トヨタモビリティパーツ       | 2021年01月 | 2021年01月   | 旧タクティーと、全国33の旧トヨタ部品共販店 |                                      |